# Buddy Baker

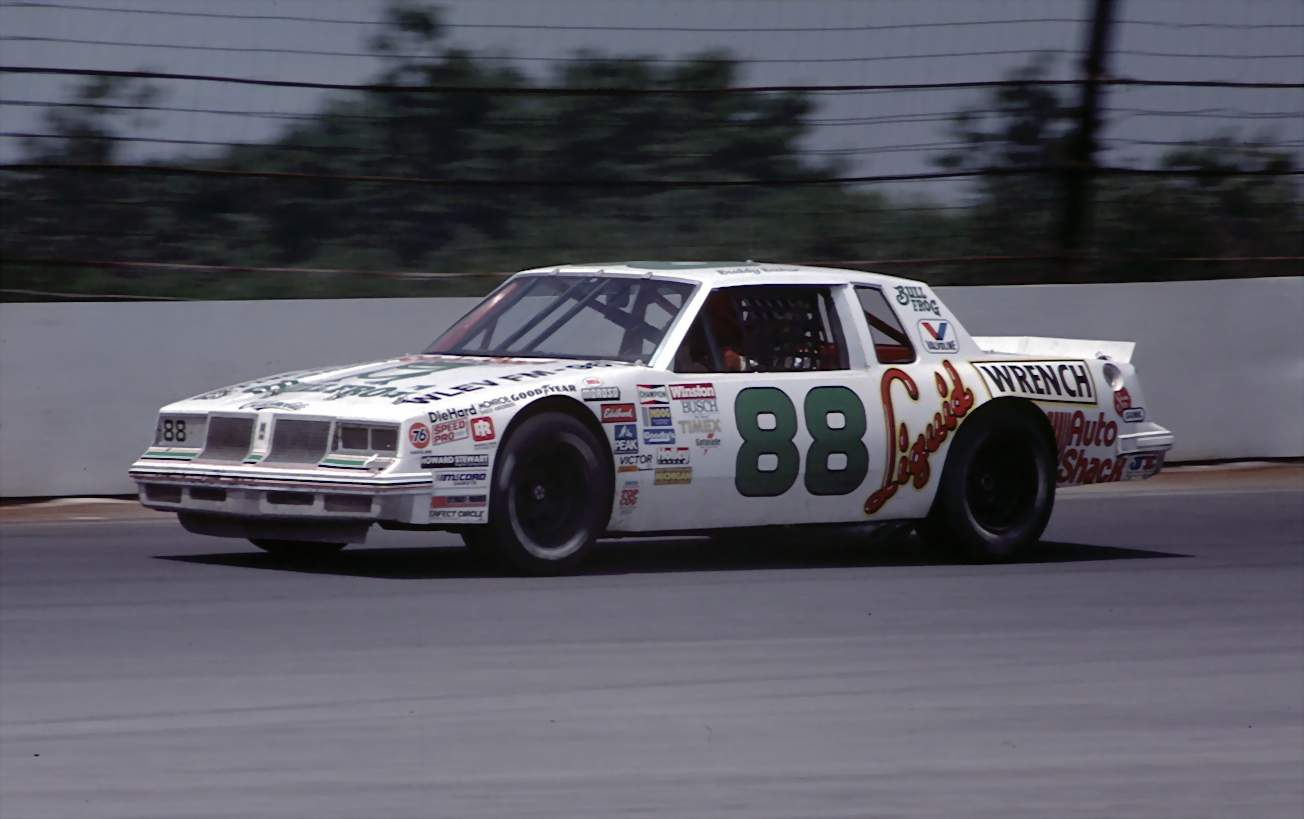
Buddy Baker en una carrera de la Copa NASCAR en Pocono 1985

Elzie Wylie Baker, Jr., más conocido como Buddy Baker (Florence, Carolina del Sur, 25 de enero de 1941-Condado de Catawba, Carolina del Norte, 10 de agosto de 2015), fue un piloto de automovilismo estadounidense. Fue uno de los pocos pilotos que ganaron las cuatro carreras clásicas de la Copa NASCAR: las 500 Millas de Daytona de 1980, las 500 Millas Sureñas de Darlington de 1970, las 600 Millas de Charlotte de 1968, 1972 y 1973, y las 500 Millas de Alabama de Talladega de 1975, 1976 y 1980.

## Trayectoria
A lo largo de su carrera en la Copa NASCAR, Baker acumuló un total de 19 victorias y 202 top 5. Sin embargo, no obtuvo ningún título en tres décadas de actividad; resultó quinto en el campeonato 1977, sexto en 1973, séptimo en 1974 y 1976, y noveno en 1965.
La mayoría de sus logros fueron con las marcas Dodge y Ford. Sin embargo, corrió también con Chevrolet, Buick, Oldsmobile, Mercury, Plymouth y Chrysler, cambiando de marca frecuentemente en un mismo año.
En marzo de 1970, el piloto batió el récord mundial de velocidad promedio en circuito, al superar las 200 millas por hora (320 km/h) en el óvalo de Talladega.
Luego de su retiro, Baker trabajó como comentarista en las transmisiones de televisión de NASCAR en The Nashville Network y CBS desde 1991 hasta 2000.
Era hijo de Buck Baker, bicampeón de la Copa NASCAR. En 1956, a bordo de un Chrysler 300 y en 1957 con un Chrysler 300-B.

### Fallecimiento
Buddy Baker falleció el 10 de agosto de 2015 por complicaciones del cáncer pulmonar que padeció.

## Premios y nominaciones
Premios Óscar
| Año  | Categoría                             | Película            | Resultado |
| ---- | ------------------------------------- | ------------------- | --------- |
| 1973 | Mejor banda sonora dramática original | Napoleón y Samantha | Nominado  |